# Faridabad (huyện)
Huyện Faridabad là một huyện thuộc bang Haryana, Ấn Độ. Thủ phủ huyện Faridabad đóng ở Faridabad. Huyện Faridabad có diện tích 2105 ki lô mét vuông. Đến thời điểm năm 2001, huyện Faridabad có dân số 2193276 người.